# Gilmer County, Georgia
Gilmer County är ett administrativt område i delstaten Georgia, USA, med 28 292 invånare.  Den administrativa huvudorten (county seat) är Ellijay. 

## Geografi
Enligt United States Census Bureau så har countyt en total area på 1 118 km². 1 105 km² av den arean är land och 13 km² är vatten.

### Angränsande countyn
- Fannin County - nord
- Dawson County - i sydost
- Pickens County - syd
- Gordon County - sydväst
- Murray County - väst